# لوک کورنوال
لوک کورنوال (انگلیسی: Luke Cornwall؛ زادهٔ ۲۳ ژوئیهٔ ۱۹۸۰) بازیکن فوتبال اهل بریتانیا است.
از باشگاه‌هایی که در آن بازی کرده‌است می‌توان به باشگاه فوتبال کویینز پارک رنجرز، باشگاه فوتبال فولام، باشگاه فوتبال ووکینگ، باشگاه فوتبال دالیچ هملت، باشگاه فوتبال متروپولیتان پلیس، باشگاه فوتبال لینکولن سیتی، باشگاه فوتبال ساتون یونایتد، باشگاه فوتبال گریمزبی تاون، و باشگاه فوتبال برادفورد سیتی اشاره کرد.